# O virgo splendens
O Virgo splendens (Oh virgen esplendorosa) es una canción polifónica medieval. Se encuentra recogida en los folios 21v-22 del Llibre Vermell de Montserrat, uno de los manuscritos medievales más antiguos conservados que contienen música de la época.

## Descripción

### Estructura y análisis
La pieza presenta la forma de una caça o canon medieval a tres voces. En este canon las voces segunda y tercera se limitan a repetir las notas y el texto de la primera. Se trata de una composición arcaica que hace uso de cuartas, quintas y octavas paralelas. El compositor demuestra conocer perfectamente la técnica del contrapunto de los siglos XII y XIII, además de dominar el canto gregoriano. La pieza está concebida en periodos musicales de 16 notas, en lo cual recuerda a los motetes isorrítmicos de inicios del siglo XIV.

### Notación
La notación empleada para copiar esta obra en el manuscrito es la notación cuadrada típica del gregoriano, la única posible para expresar el ritmo libre que exige la música de este canon. El resto de piezas están copiadas en notación mensural típica, que especifica un compás concreto. Según el musicólogo Higinio Anglés, la notación de esta pieza presenta reminiscencias de la notación mensural como demuestran las ligaduras cum opposita proprietate, que no tienen en este caso un significado rítmico.

## Letra
Antiphona dulcis armonia dulcissime virginis Marie de Monteserrato.

Caça de duobus vel tribus:

O Virgo splendens hic in monte celso

miraculis serrato fulgentibus ubique.

quem fidelis conscendunt universi.

eya pietatis occulo placato,

cerne ligatos fune peccatorum

ne infernorum ictibus graventur,

sed cum beatis tua prece vocentur

## Discografía selecta
- 1978 – Llibre Vermell de Montserrat, siglo XIV. Hesperion XX, Jordi Savall (EMI Reflexe 45 641).
- 1992 – Llibre Vermell, pilgrim songs & dances. New London Consort, Philip Pickett (L'Oiseau-lyre 433 186)
- 1993 – Llibre Vermell. Ensemble Anonymus, Claude Bernatchez (Analekta 28001)
- 1994 – Llibre Vermell de Montserrat, cantigas de Santa Maria. Alla Francesca
- 1998 – Secular music c.1300. Studio der frühen Musik, Thomas Binkley (Teldec 3984-21709-2)
- 1998 – The Black Madonna: Pilgrim Songs from the Monastery of Montserrat (1400-1420). Ensemble Unicorn, Michael Posch (Naxos 8.554256)
- 2001 – Llibre Vermell de Montserrat. Ensemble Micrologus (Discant 1008)
- 2002 – Llibre Vermell. Capella de Ministrers, Carles Magraner (Licanus CDM 0201)
- 2007 – Llibre Vermell. Millenarium et al., Christophe Deslignes (Ricercar 260)
- 2008 – Llibre Vermell. Choeur de Chambre de Namur.

### Versiones
Además de la selección de grabaciones del Llibre Vermell citadas, se han llevado a cabo versiones tanto por parte de intérpretes clásicos así como músicos pertenecientes a otros géneros musicales. Así pues, la pieza ha sido interpretada y/o grabada, entre otros, por los siguientes grupos musicales: 
- 1995 – Qntal II. Qntal.
- 2002 – Codex lascivus. Schelmish.
- 2005 – Wintersturm. Wolfenmond.